# Johan Flachsenius
Johan Flachsenius, né en avril 1636 à Vehmaa et mort le 11 juin 1708 à Turku, est un mathématicien finlandais.

## Biographie
Johan Flachsenius naît en avril 1636 à Vehmaa.
Secrétaire de l'Académie royale d'Åbo en 1665, professeur de mathématiques et de théologie en 1669, il publie en latin de nombreuses dissertations et plusieurs ouvrages sur les sciences qu'il enseigne, notamment une Chronologia sacra (1692), suivie de celle des rois de Suède, des riksråds, etc ... et, en suédois, un mémoire sur la Grande Comète de 1680 (Turku, 1681).
Il meurt le 11 juin 1708 à Turku.

### Famille
Son frère Jacob, mort en 1694, professeur de logique en 1665 et de théologie en 1679 à Turku, publie soixante-cinq dissertations philosophiques entre autres Collegium logicum (1671-1678), où il repousse la méthode de Descartes pour s'en tenir à l'aristotélisme, ainsi que des oraisons funèbres en suédois et une en finnois.